# Robert Borden
Sir Robert Laird Borden (GCMG PC KC; 26 tháng 6 năm 1854 – 10 tháng 6 năm 1937) là một luật sư và chính khách người Canada. Ông đảm nhiệm chức thủ tướng Canada từ ngày 10 tháng 10 năm 1911 tới ngày 10 tháng 7 năm 1920, và người Nova Scotia thứ ba giữ chức vụ này. Sau khi thôi chức, ông trở thành hiệu trưởng danh dự của Đại học Nữ hoàng. Chân dung của ông xuất hiện trên tờ 100 dollar Canada sản xuất từ năm 1976 nhưng đến cuối năm 2016 chính phủ thông báo hình của Borden sẽ không cón hiện diện nữa.

## Gia đình
Robert Laird Borden kết hôn với Laura Bond, con gái út của T. H. Bond vào tháng 9 năm 1889. Bà là chủ tịch của Hội đồng Địa phương Phụ nữ Halifax tới năm 1901. Bà cũng là chủ tịch Hiệp hội Aberdeen, Phó chủ tịch của Women's Work Exchange ở Halifax, và là thư ký thông tin của Associated Charities of the United States.